# Franco Zuculini
Franco Zuculini (La Rioja, Argentina, 5 de septiembre de 1990) es un exfutbolista argentino que jugaba como centrocampista. Es hermano mayor del también futbolista Bruno Zuculini.
Se inició en Racing y en menos de dos años se convirtió en una de las promesas del fútbol  argentino. Fue parte de las categorías inferiores de la Selección de fútbol de Argentina y llegó a entrar en la nómina de la inicial.

## Trayectoria

### Racing Club
Zuculini debutó en Primera en un partido por la décima fecha del Clausura 2008 contra Arsenal. Racing se encontraba en una profunda crisis administrativa y deportiva, sin haber conocido la victoria aún en el torneo y en zona de peligro de descenso. En su primer partido como entrenador de Racing, Juan Manuel Llop se la jugó con Zuculini, un chico de apenas 17 años, y ganó el partido 1-0. Sin embargo, el equipo no logró torcer definitivamente su rumbo en el campeonato y finalmente tendría que vencer a Belgrano de Córdoba durante la Promoción para evitar el descenso. Mientras tanto, Zuculini rápidamente se convirtió en uno de los jugadores favoritos de la hinchada por sus muestras de corazón y bravura. Ganó fama nacional a raíz de su cabezona, una jugada en la que, al no alcanzar al rival con los pies, el jugador se lanzaba de cabeza para trabar la pelota. Tras realizar la maniobra en un partido ante River Plate por el Apertura 2008, provocando un estruendo en la parcialidad racinguista, el árbitro Pablo Lunati lo amonestó por considerarla una jugada peligrosa. Desde entonces, Zuculini abandonó su jugada característica.
Tras evitar el descenso, Racing comenzó el campeonato siguiente mostrando un bajo nivel. Sin embargo, con el correr de las fechas el equipo fue superándose, de tal manera que a 5 fechas del final del campeonato, el objetivo de 25 puntos establecido a priori para el campeonato parecía un hecho. A partir de ese momento el equipo se derrumbó, terminando el campeonato con 22 puntos y con la preocupación del descenso siempre latente. Zuculini continuó su carrera ascendente, convirtió su primer gol en primera en una goleada 4-1 a Rosario Central por la fecha 9. Su esfuerzo fue premiado con la convocatoria al Sudamericano Sub-20 disputado en Venezuela a comienzos de 2009. Allí formó parte de un plantel que no mostró el nivel histórico de la Selección Sub-20 y Argentina sorprendentemente no logró la clasificación para el Mundial de Egipto. Para colmo, Zuculini volvió a Buenos Aires desgarrado, lo cual lo alejó de las canchas durante las primeras fechas del Clausura 2009.
Sin él, Racing comenzó el torneo de la peor manera, con 14 goles recibidos y un solo punto al cabo de la quinta fecha. Tras 3 derrotas, incluyendo un 0-2 en el clásico contra Independiente, Llop renunció a su cargo. Su reemplazante, Ricardo Caruso Lombardi, conformó un equipo mucho más aguerrido, más interesado en preservar el arco propio y sumar puntos que en el buen juego. Poco a poco Racing fue levantando su nivel. Zuculini regresó a la formación titular en la octava fecha, en una victoria 1-0 sobre River Plate. Mientras sus detractores criticaban su juego poco vistoso, Racing siguió sumando puntos, culminando en una goleada a Boca Juniors por 3-0, en el cual franco convirtió un gol para el parcial 2-0. Hacia el final del torneo, Racing consiguió evadir la Promoción, un objetivo que parecía lejano al comienzo del torneo. Zuculini formó una parte íntegra del equipo, cautivando así la atención de Diego Maradona, quien lo citó por primera vez a la Selección Mayor.

### Hoffenheim y regreso a Racing
Las ofertas por Zuculini empezaron a llegar aún antes del final del campeonato. Ante la presión de los hinchas porque el jugador no fuera vendido, el presidente Rodolfo Molina aseguró que sólo venderían al jugador en caso de tratarse de una oferta "irresistible". Zuculini anunció su intención de seguir en el club por un año más. Incluso se anunció la cancelación de la venta a pedido de su padre, que no quería separar a la familia ni llevarse a Europa a su otro hijo, Bruno, también jugador de las inferiores de Racing. Sin embargo, ante la necesidad de generar ingresos para cubrir los gastos para la siguiente temporada, el club finalmente aceptó una oferta del TSG 1899 Hoffenheim de alrededor de 6,7 millones de dólares libres de impuestos más el 15% de una futura venta. El 26 de junio de 2009, el jugador firmó su contrato con su nuevo club. Así, dejó a Racing con tan sólo 39 partidos oficiales, dos goles, y ninguna expulsión.
En el Hoffenheim jugó tan sólo siete partidos, marcando un gol, antes de ser transferido en calidad de cedido al Genoa CFC de la Serie A. Allí tampoco logró consagrarse, por lo que en febrero del año 2011 su representante Darío Decoud le ofreció regresar a su antiguo club, Racing, percibiendo un salario mucho menor al que recibía en Europa.[cita requerida] Debido a su afección por el club y la posibilidad de jugar más minutos, regresó al club de Avellaneda. Sin embargo, en esta segunda etapa alternó entre titularidades y suplencias y, así, jugó 15 partidos en los 6 meses de préstamo. 

### Real Zaragoza
Al finalizar su cesión, regresó a Europa para jugar en el Real Zaragoza. Tras acabar la temporada rescindió su contrato con el TSG 1899 Hoffenheim y firmó un contrato por 3 años con el Real Zaragoza, donde había militado la temporada anterior. El 10 de diciembre marcó el gol número 5000 de la historia del Real Zaragoza, él dijo: "Sabíamos que quien marcase el gol iba a entrar en la historia del club, pero nunca me imaginé que me iba a tocar a mí".[cita requerida]

### Arsenal
Tras ser despedido del Real Zaragoza en el verano de 2013, Zuculini firmó en enero de 2014 con el Arsenal de Sarandí, con el que había hecho la pretemporada para recuperarse de una grave lesión que había sufrido en 2013. El centrocampista firmó un contrato de seis meses, teniendo la posibilidad de jugar la Copa Libertadores.

### Bologna y Verona
El 8 de julio de 2014 firmó un contrato de dos años con el Bologna Football Club 1909. Tras dos temporadas en el equipo emiliano, el 8 de julio de 2016 confirmó su traspaso al Hellas Verona. Allí nunca logró alcanzar una continuidad, y en la temporada 2017/18 disputó apenas 11 encuentros, ninguno de ellos como titular. De esta manera acumuló 325' en cancha, un poco menos que cuatro partidos completos.

### Colón
Tras cuatro años en Italia marcados por las lesiones y el escaso rodaje futbolístico, el 19 de julio de 2018 pasó a préstamo por un año con opción de compra a Colón de Santa Fe.

### Retiro
Tras su paso por Colón tuvo pasos por Venezia de Italia, con el que logró el ascenso a la Serie A de Italia, y luego en Defensor Sporting de la Primera División de Uruguay y S.P.A.L., de nuevo en Italia. En estos últimos dos equipos una vez más tuvo poco rodaje. Tras su última temporada en SPAL, se retiró en 2023 tras una carrera marcada por tres lesiones ligamentarias.
En 2025 fue anunciado como team manager de Racing Club, tras haberse desempeñado como manager en SPAL. En este nuevo rol Zuculini se encargaría de actuar como puente entre la plantilla y la dirigencia.

## Selección argentina
Debutó en la selección argentina participando del torneo sudamericano Sub-15 de Bolivia en el año 2005, posteriormente disputó el Sudamericano Sub-17 del año 2007 realizado en Ecuador.
En la categoría Sub-20 participó del torneo sudamericano que se llevó a cabo en Paraguay en el año 2007.

## Estadísticas

### Clubes
- Actualizado el 25 de abril de 2022.[18]

| Club                           | Div.                | Temporada           | Liga  | Liga  | Liga   | Copas nacionales(1) | Copas nacionales(1) | Copas nacionales(1) | Torneos internacionales(2) | Torneos internacionales(2) | Torneos internacionales(2) | Total | Total | Total  | Media goleadora |
| Club                           | Div.                | Temporada           | Part. | Goles | Asist. | Part.               | Goles               | Asist.              | Part.                      | Goles                      | Asist.                     | Part. | Goles | Asist. | Media goleadora |
| ------------------------------ | ------------------- | ------------------- | ----- | ----- | ------ | ------------------- | ------------------- | ------------------- | -------------------------- | -------------------------- | -------------------------- | ----- | ----- | ------ | --------------- |
| Racing Club Argentina          | 1.ª                 | 2008                | 9     | 0     | 0      | —                   | —                   | —                   | —                          | —                          | —                          | 9     | 0     | 0      | 0,00            |
| Racing Club Argentina          | 1.ª                 | 2008-09             | 29    | 2     | 1      | —                   | —                   | —                   | —                          | —                          | —                          | 29    | 2     | 1      | 0,07            |
| Racing Club Argentina          | 1.ª                 | 2011                | 15    | 0     | 1      | —                   | —                   | —                   | —                          | —                          | —                          | 15    | 0     | 1      | 0,00            |
| Racing Club Argentina          | Total               | Total               | 53    | 2     | 2      | 0                   | 0                   | 0                   | 0                          | 0                          | 0                          | 53    | 2     | 2      | 0,04            |
| TSG 1899 Hoffenheim · Alemania | 1.ª                 | 2009-10             | 7     | 1     | 0      | 1                   | 0                   | 0                   | —                          | —                          | —                          | 8     | 1     | 0      | 0,13            |
| TSG 1899 Hoffenheim · Alemania | Total               | Total               | 7     | 1     | 0      | 1                   | 0                   | 0                   | 0                          | 0                          | 0                          | 8     | 1     | 0      | 0,13            |
| Genoa CFC · Italia             | 1ª                  | 2010-11             | 5     | 0     | 0      | 2                   | 0                   | 0                   | —                          | —                          | —                          | 7     | 0     | 0      | 0,00            |
| Genoa CFC · Italia             | Total               | Total               | 5     | 0     | 0      | 2                   | 0                   | 0                   | 0                          | 0                          | 0                          | 7     | 0     | 0      | 0,00            |
| Real Zaragoza · España         | 1.ª                 | 2011-12             | 21    | 0     | 3      | 2                   | 0                   | 0                   | —                          | —                          | —                          | 23    | 0     | 3      | 0,00            |
| Real Zaragoza · España         | 1.ª                 | 2012-13             | 16    | 1     | 1      | 4                   | 1                   | 0                   | —                          | —                          | —                          | 20    | 2     | 1      | 0,10            |
| Real Zaragoza · España         | Total               | Total               | 37    | 1     | 4      | 6                   | 1                   | 0                   | 0                          | 0                          | 0                          | 43    | 2     | 4      | 0,05            |
| Arsenal de Sarandí Argentina   | 1ª                  | 2014                | 12    | 0     | 1      | 1                   | 0                   | 0                   | 7                          | 0                          | 0                          | 20    | 0     | 1      | 0,00            |
| Arsenal de Sarandí Argentina   | Total               | Total               | 12    | 0     | 1      | 1                   | 0                   | 0                   | 7                          | 0                          | 0                          | 20    | 0     | 1      | 0,00            |
| Bologna FC · Italia            | 2.ª                 | 2014-15             | 28    | 3     | 6      | —                   | —                   | —                   | —                          | —                          | —                          | 28    | 3     | 6      | 0,11            |
| Bologna FC · Italia            | 1.ª                 | 2015-16             | 1     | 0     | 0      | —                   | —                   | —                   | —                          | —                          | —                          | 1     | 0     | 0      | 0,00            |
| Bologna FC · Italia            | Total               | Total               | 29    | 3     | 6      | 0                   | 0                   | 0                   | 0                          | 0                          | 0                          | 29    | 3     | 6      | 0,10            |
| Hellas Verona · Italia         | 2.ª                 | 2016-17             | 14    | 0     | 1      | 2                   | 1                   | 0                   | —                          | —                          | —                          | 16    | 1     | 1      | 0,06            |
| Hellas Verona · Italia         | 1.ª                 | 2017-18             | 11    | 0     | 0      | 1                   | 0                   | 0                   | —                          | —                          | —                          | 12    | 0     | 0      | 0,00            |
| Hellas Verona · Italia         | Total               | Total               | 25    | 0     | 1      | 3                   | 1                   | 0                   | 0                          | 0                          | 0                          | 28    | 1     | 1      | 0,04            |
| Colón de Santa Fe Argentina    | 1ª                  | 2018-19             | 15    | 0     | 0      | 3                   | 0                   | 0                   | 4                          | 0                          | 0                          | 22    | 0     | 0      | 0,00            |
| Colón de Santa Fe Argentina    | Total               | Total               | 15    | 0     | 0      | 3                   | 0                   | 0                   | 4                          | 0                          | 0                          | 22    | 0     | 0      | 0,00            |
| Venezia FC · Italia            | 2.ª                 | 2019-20             | 18    | 0     | 2      | 2                   | 1                   | 0                   | —                          | —                          | —                          | 20    | 1     | 2      | 0,00            |
| Venezia FC · Italia            | Total               | Total               | 18    | 0     | 2      | 2                   | 1                   | 0                   | 0                          | 0                          | 0                          | 20    | 1     | 2      | 0,00            |
| Defensor Sporting · Uruguay    | 1.ª                 | 2020                | 8     | 0     | 0      | 5                   | 1                   | 0                   | 0                          | 0                          | 0                          | 13    | 1     | 0      | 0,00            |
| Defensor Sporting · Uruguay    | Total               | Total               | 8     | 0     | 0      | 5                   | 1                   | 0                   | 0                          | 0                          | 0                          | 13    | 1     | 0      | 0,00            |
| S.P.A.L. · Italia              | 2ª                  | 2021-22             | 5     | 0     | 0      | 0                   | 0                   | 0                   | 0                          | 0                          | 0                          | 5     | 0     | 0      | 0,00            |
| S.P.A.L. · Italia              | Total               | Total               | 5     | 0     | 0      | 0                   | 0                   | 0                   | 0                          | 0                          | 0                          | 5     | 0     | 0      | 0,00            |
| Total en su carrera            | Total en su carrera | Total en su carrera | 214   | 7     | 16     | 23                  | 4                   | 0                   | 11                         | 0                          | 0                          | 248   | 11    | 16     | 0,05            |

## Palmarés

### Campeonatos nacionales
| Título              | Club                   | Sede   | Año     |
| ------------------- | ---------------------- | ------ | ------- |
| Supercopa Primavera | Genoa C.F.C. Primavera | Génova | 2010/11 |